# Otto Dahm
Leopold Otto Dahm (* 19. Mai 1844 in Seubersdorf, Kreis Marienwerder; † 14. April 1908 in Deutsch-Wilmersdorf bei Berlin) war ein preußischer Offizier und Limesforscher.

## Leben
Dahm diente in der preußischen Armee. Er wurde Major der Artillerie und Unterdirektor der Pulverfabrik in Hanau-Wolfgang. Im Range eines Oberstleutnants schied er aus dem Dienst aus. Daneben interessierte er sich wie zahlreiche andere Offiziere für die römische Militärgeschichte und die Erforschung des römischen Limes in Deutschland. In den 1880er-Jahren, als Unterdirektor der königlich-preußischen Pulverfabrik in Hanau, beschäftigte er sich mit den Kastellen im Bereich von Hanau. Ab 1894 war Dahm als Streckenkommissar der Reichs-Limeskommission für den Bereich Höhr bis Langenschwalbach tätig.

## Schriften
- mit Georg Wolff: Der römische Grenzwall bei Hanau mit den Kastellen zu Rückingen und Marköbel (= Mitteilungen des Hanauer Bezirksvereins für hessische Geschichte und Landeskunde. 9). Waisenhaus, Hanau 1885 (Volltext).
- Die Herrmannschlacht. Vortrag gehalten im Februar 1886 im Geschichtsverein zu Hanau. Alberti, Hanau 1888.
- Der römische Bergbau an der unteren Lahn. In: Bonner Jahrbücher. 101, 1897, S. 117–127.
- Der obergermanisch-raetische Limes des Römerreiches
  - Abteilung B, Band 1, Kastell 2a: Das Kastell Niederberg bei Ehrenbreitstein.	Berlin, Leipzig 1900.
  - Abteilung B, Band 1, Kastell 3: Das Kastell Arzbach. Berlin, Leipzig 1900.
- Die Feldzüge des Germanicus in Deutschland. (= Westdeutsche Zeitschrift für Geschichte und Kunst. Ergänzungsheft 11.) Linz, Trier 1902.
- Die Römerfestung Aliso bei Haltern an der Lippe. In: Reclams Universum. Jg. 18, H. 28, 1902.
- Kritik einer Ausgrabung auf dem Hahnenkamp bei Rehme. In: Revensberger Blätter. Jg. 4, Nr. 6, Juni 1904.